# 41 (tal)
41 (fyrtioett) är det naturliga talet som följer 40 och som följs av 42.

## Inom matematiken
- 41 är ett udda tal.
- 41 är det 13:e primtalet efter 37 och före 43
- 41 är ett Sophie Germainprimtal
- 41 är ett Newman-Shanks-Williamsprimtal
- 41 är primtalstvilling med 43
- 41 är ett extraordinärt tal
- 41 är ett Prothtal
- 41 är ett Leonardotal
- 41 är ett aritmetiskt tal
- 41 är ett centrerat kvadrattal
- 41 är summan av de sex första primtalen
- 41 är ett Eulers lyckotal.
- 41 är ett palindromtal i det kvinära talsystemet (131).

## Inom vetenskapen
- Niob, atomnummer 41
- 41 Daphne, en asteroid
- M41, öppen stjärnhop i Stora hunden, Messiers katalog